# Overhofretten
Overhofretten var en historisk norsk rättsinstans. Den upprättades 14 mars 1666 och fungerade fram till 11 augusti 1797. Overhofretten dömde på en nivå närmast under den för Norge och Danmark gemensamma högsta domstolen i Köpenhamn, Højesteret. Overhofretten upphörde när stiftsoverretterne, fyra till antalet, infördes. Overhofretten höll till på Akershus fästning.